# شهرستان ریچ (یوتا)

شهرستان ریچ، یوتا یکی از شهرستان‌های شمالی ایالت یوتا است. این شهرستان بر طبق سرشماری‌های سال ۲۰۱۰، جمعیتی معادل ۲.۲۶۴ نفری داشته و مساحتش نیز ۲.۸۱۰ کیلومترمربع است.
مرکز شهرستان ریچ، راندولف و بزرگ‌ترین شهر این شهرستان نیز گاردن‌سیتی نام دارد. نام ریچ برگرفته شده نام شخصی به نام چارلز سی. ریچ است.

## پیوند
- وب‌گاه رسمی